# Nada Šikić
prim.dr.sc. Nada Šikić (Slavonski Brod, 27. ožujka 1955.), ministrica rada i mirovinskoga sustava Republike Hrvatske u Vladi Tihomira Oreškovića.

## Životopis
Nada Šikić rođena je u Slavonskom Brodu 27. ožujka 1955. godine. Osnovnu i srednju školu završila je u Slavonskom Brodu. Nakon toga završava Medicinski fakultet u Zagrebu te specijalizira na područja neurologije. Doktorica je znanosti iz područja zdravstva i biomedicine.
Predsjednica je odbora za umirovljenike, mirovinski sustav i socijalnu politiku Hrvatske demokratske zajednice. Napisala je preko 40 stručnih i znanstvenih radova. Osim hrvatskoga govori i engleski jezik.

## Osobni život
Rodila se u radničkoj obitelji majke Paule, službenice u banci, i oca Mate, montera u tvornici "Đuro Đaković", kao najmlađe od troje djece. Ima dvije starije sestre: Ivanu, nastavnicu fizike, i Mariju, magistricu tehnologije.
Kad su joj bile dvije godine, majka Paula operirala je tumor na mozgu, te je ubrzo preminula nakon niza neuspješnih zračenja. Zbog majčine smrti, već je u osnovnoj školi odlučila postati liječnica. Majka joj je bila i nadahnće za poslijediplomski iz onkologije i specijalizaciju neurologije.
U slobodno vrijeme bavi se planinarenjem, rolanjem i biciklizmom. Voli čitati djela Meše Selimovića i Ivana Pavla II.

## Vanjske poveznice
- Službene stranice Vlade RH